# سفارة كازاخستان في أوكرانيا
سفارة كازاخستان في أوكرانيا هي أرفع تمثيل دبلوماسي لدولة كازاخستان لدى أوكرانيا. تقع السفارة في كييف وهي تهدف لتعزيز المصالح الكازاخستانية في أوكرانيا.

## وصلات خارجية
- الموقع الرسمي
- قائمة سفارات كازاخستان
- قائمة السفارات في أوكرانيا